# Una donna (miniserie televisiva)
Una donna è uno sceneggiato televisivo trasmesso dalla Rai nel 1977 con Giuliana De Sio e Biagio Pelligra. Diretto da Gianni Bongioanni.

## Trama
Ispirato all'omonimo romanzo di Sibilla Aleramo, lo sceneggiato racconta di Lina che, trasferitasi da Milano al Mezzogiorno d'Italia, ove il padre ingegnere ha deciso di aprire una fabbrica, incontra Antonio che diviene suo sposo. Prigioniera di una vita gretta e di un uomo che si rivela essere di mentalità chiusissima e talvolta anche violento, dopo anni di sopportazione, Lina deciderà di assecondare le proprie aspirazioni. Dotata di coraggio e talento, Lina, cercherà a caro prezzo di incrinare la mentalità del tempo e, in qualità di donna, cercherà, per quanto possibile, di conquistarsi la libertà.

## Descrizione
Questo teleromanzo è composto da 6 puntate, che vennero trasmesse in prima visione dal 16 ottobre 1977 al 20 novembre 1977 sulla rete ammiraglia della Rai che all'epoca si chiamava Rete Uno.